# Hannes Schick
Hannes Schick (Warwick, 17 dicembre 1957) è un giornalista e fotoreporter statunitense, vive e lavora in Italia.

## Biografia
Nel 1978-81 studia comunicazione, giornalismo e psicologia alle Università di Salisburgo e Vienna. Si trasferisce a Milano e frequenta corsi di specializzazione in fotografia. Primo reportage sul conflitto israeliano-palestinese nel 1979. Durante il 1980 fino al 1982 viaggia a Los Angeles, New York, Berlino e Londra, per realizzare il reportage "Blank Generation" sui movimenti ribelli urbani. Una raccolta fotografica di questo reportage viene esposta nella galleria Il diaframma a Milano. Dal 1983 fino al 1987 lavora come fotografo di moda e pubblicità, collaborando con Marie Claire, Cosmopolitan e Bazaar. Nel 1988 si trasferisce a New York dove scopre la preferenza per tematiche sociali e geopolitiche.
Tra il 1989-91 realizza reportage sullo sterminio di alcune tribù dell'Amazzonia e sulle popolazioni indios del Centro America. Documenta le guerre civili in Nicaragua, Guatemala ed El Salvador. Le fotografie di questi eventi vengono esibite nella mostra fotografica "Assenza di Luce", nei Superstudi di Milano. Nel 1993 si stabilisce definitivamente a Milano dove collabora con le riviste King e Moda. Come inviato speciale del settimanale L'Europeo segue il summit Bush-Gorbaciov, il golpe di stato dell'agosto 1991 e realizza reportage sulle carceri russe e sugli effetti del disastro di Černobyl'. Le sue fotografie delle guerre nell'ex-Jugoslavia vengono distribuite dal network Contrasto-Magnum e pubblicate sulle riviste Stern, Der Spiegel e Newsweek. Nella mostra fotografica "Ponte della Speranza" espone lavori eseguiti in Russia e nell'ex-Jugoslavia.
Gli anni 1995-1997 sono caratterizzati da intenso lavoro fotogiornalistico su tematiche inerenti a disagio sociale, distruzione dell'ambiente, mine antiuomo, prostituzione minorile, immigrazione. Collaborazione con le riviste Avvenimenti, Il Mondo, Oggi, Maxim, Traveller. Mostre fotografiche: "C'era una volta l'Amazzonia", "Immagini sul Clima". Tra il 1998 e il 2003 esegue numerosi viaggi in Asia e Sudamerica per continuare a documentare la difficile situazione degli indios e del degrado ambientale. Seguono viaggi in Siria, Libano, Iran, Israele e Palestina per documentare la guerra tra israeliani e palestinesi e la situazione nel medio oriente. Collabora con il magazine Ventiquattro (Il Sole 24 Ore), Anna, Amica, Colors, Focus, Gulliver, Grazia, No Limits ed espone alla Triennale di Milano nell'ambito della mostra fotografica "Il Chiaro Scuro della Violenza".
Tra il 2003 e il 2005 seguono continui spostamenti che lo portano ad attraversare il continente americano e l'estremo oriente e continua la collaborazione con Io donna, rivista del gruppo Corriere della Sera. Dal 2006 al 2007 lavora come caporedattore e photo-editor per la rivista specializzata Arte Navale, realizzando lavori sulla vita del mare e della nautica. Nel 2008 fonda l'Agenzia Fotogiornalistica Milorker Press Agency, nata da una rivista fondata dalla regista Kyara van Ellinkhiuzen nel 1993. Nel 2011 esegue una serie di reportage in America centrale con i temi a lui care: degrado dell'ambiente, problemi incontrati dalle popolazioni native e disagi sociali. L'agenzia di stampa Milorker di cui è il direttore distribuisce i lavori in Italia e all’estero. Sempre nel 2011 produce la mostra “Eva dove vai?”, esibita a Milano nella galleria SpazioOriginale. La mostra è dedicata interamente al mondo femminile, visto attraverso gli occhi del fotografo e le sue esperienze in giro per il mondo.
Nel 2014 si reca nell'Ucraina per documentare i problemi sociali del paese e gli scontri tra governo e popolazione russofona. Nel 2015 esegue un reportage sulla diga brasiliana di Belo Monte documentando le minacce ambientali che questa diga costituisce per l'Amazzonia e per i popoli nativi dell'intera regiona. Nel 2016 si trasferisce a Bolzano nel Trentino/Alto Adige, dove continua a lavorare come fotografo, giornalista, scrittore e docente. 

Dopo una lunga ricerca, durata dal 2008 al 2020, pubblica il romanzo storico Akte INRI su Yeshua ben Joseph (Gesù), edito dalla casa editrice tedesca Masou.